# Очеретянка гавайська
Очеретянка гавайська (Acrocephalus familiaris) — вид співочих птахів з родини очеретянкових (Acrocephalidae).

## Поширення
Ендемік Гавайських островів. Поширений на невеликому скелястому острові Ніхоа, де мешкає не більше тисячі птахів. Історично також зустрічався на Лайсані, де популяція, за оцінками, налічувала 1500 птахів у 1915 році, але там вимер між 1916 і 1923 роками. У вересні 2011 року та серпні 2012 року 50 птахів було переселено з Ніхоа до Лайсана, на відстань 1037 км. Птахи почали успішно розмножуватися протягом шести місяців після першого випуску. Згідно з моніторингом у 2014 року (через два роки після переселення) популяція на Лайсані оцінювалася в 164 птахи.

## Спосіб життя
Гавайські очеретянки створюють довгострокові пари та захищають свої території протягом кількох років. Території можуть досягати 0,95 га, хоча найбільш типовим є розмір від 0,19 до 0,40 га. Розмноження відбувається по-різному між січнем і, залежно від наявності їжі, вереснем.

## Підвиди
Включає два підвиди:
- †A. f. familiaris (Rothschild, 1892): Лайсан
- A. f. kingi (Wetmore, 1924): Ніхоа.